# Sarbruque
Saarbrücken ou Sarbruque é a capital do estado do Sarre, na Alemanha. A cidade possui uma população de 175 mil habitantes(2009), mas a sua aglomeração urbana, que engloba a cidade de Forbach, em França, tem cerca de 1.108.000  habitantes aproximadamente.

## História
Existe desde os tempos do Sacro Império Romano-Germânico, quando era governado como um condado pela Família Saarbrücken. A princesa Ana de Cleves se encontra como descendente desta família nobre.